# PC City
PC City fue una cadena de tiendas de productos tecnológicos de origen británico que llegó a contar con 34 establecimientos y más de 1.600 empleados en España, además de operar en Portugal, Italia y Suecia. La marca pertenecía al grupo británico Dixons Retail, presente en diversos países europeos bajo la denominación PC World.

## Historia
La empresa fue fundada originalmente bajo el nombre Ei System, especializada en la fabricación y venta de ordenadores. Fue adquirida por el grupo Dixons, que posteriormente renombró la cadena como PC City para unificar la marca en los países donde la denominación PC World no era viable. En el caso de España, la denominación PC World no pudo utilizarse debido a que estaba registrada previamente por una revista del mismo nombre.
Durante su expansión, PC City apostó por una red de tiendas físicas propias —no funcionaban bajo régimen de franquicia— y una presencia significativa en el canal online, con dos portales diferenciados: uno para clientes particulares y otro para empresas mediante su división PC City Empresas.

## Sistema de negocio
PC City operaba todas sus tiendas bajo gestión centralizada, sin recurrir a franquiciados, lo que le permitía mantener una estrategia comercial y logística homogénea en todo el territorio nacional.
La compañía destacaba por ofrecer asesoramiento personalizado en tienda y servicios técnicos, además de financiación y garantías extendidas.

## Cierre en España
El 14 de abril de 2011, la compañía anunció oficialmente su retirada del mercado español, iniciando un proceso de liquidación de existencias con grandes descuentos. La decisión fue motivada por la caída del consumo y las pérdidas acumuladas, que según el diario El País ascendían a más de 67 millones de euros en los dos últimos ejercicios.
En ese momento, la cadena contaba con 33 tiendas activas en España. La última en abrir fue la de La Coruña, que apenas permaneció media hora abierta antes de anunciarse su cierre definitivo.

## Legado y transformación
Algunas de las tiendas cerradas fueron adquiridas posteriormente por otras cadenas del sector, como MediaMarkt o Worten. Parte del equipo directivo de PC City en España impulsó nuevas iniciativas empresariales en el ámbito tecnológico y del comercio electrónico tras el cierre.